# Алтернативно образование
Алтернативно образование (АО, на английски: Alternative education), известно още като нетрадиционно образование или образователна алтернатива, е общ термин, обхващащ всички нестандартни форми на обучение (за различни възрастови групи и нива).
Алтернативното образование би могло да включва обучение на лица в неравностойно положение, както и всяка друга форма на обучение, предназначено за широката публика, която използва алтернативни методи и/или философия на преподаване.
AO включва учебни програми, разработени да предложат друга възможност за обучение, различна от общо приетата, когато последната не задоволява нуждите и потребностите на определена група от хора. Като цяло това са учащи, несправящи се в традиционната образователна среда и с висок риск на неуспеваемост. AO предлага на учащите, имащи трудност при обучението или с поведенчески проблеми, възможността да водят обучението си при различни условия. Съществува огромен набор от алтернативни учебни програми. Най-често те се характеризират с гъвкаво учебно време, по-малки групи учащи и пригодена за съответната потребителска група учебна програма.
На всяко ниво на образованието съществува голямо разнообразие от образователни алтернативи. Те могат да се групират в пет основни категории:
1. Изборни предмети и кръжоци – всички извънкласни форми на обучение в рамките на дадена образователна организация.
2. Алтернативни училища – държавни или частни училища със специален учебен план.
3. Народно, общодостъпно образование – този вид образование възниква през XIX век, заради желанието на работещите за по-достъпно образование.
4. Независими (частни) училища – това са училища, с по-гъвкава стратегия за избор на преподаватели и образователни подходи.
5. Домашно образование – този вид алтернативно образование се използва от семейства, които не намират образователна алтернатива за обучението на своите деца, по религиозни, образователни или други причини.

Има три основни цели, които всяко учебно заведение, работещо по алтернативна образователна програма, си поставя, а именно:
1. Обучаващите се да го посещават по собствен избор.
2. Програмата да е съобразена със специфичните нужди на обучаващите се в него.
3. Обучаващите се да отразяват расовите и социално-икономически особености на обществото, в което учебното заведение извършва дейността си.